# داگالایفوس (نظامی رومی)
داگالایفوس یک افسر ارتش رومی از تبار ژرمن بود. او که یک بت پرست بود در سال ۳۶۶ به عنوان کنسول خدمت کرد. در سال ۳۶۱، او توسط امپراتور جولیان به عنوان فرمانده گارد خانگی منصوب شد.  او ژولیان را در راهپیمایی خود از ایلیریکوم همراهی کرد تا آنچه از دولت کنستانتیوس دوم در آن سال باقی مانده بود را سرکوب کند. او گروهی را در سیرمیوم رهبری کرد که فرمانده ارتش مقاومت، لوسیلیانوس را دستگیر کرد.  در بهار ۳۶۳، داگالایفوس بخشی از تهاجم فاجعه بار ژولیان به ایران بود . در ۲۶ ژوئن، در حالی که هنوز مشغول مبارزات انتخاباتی بود، ژولیان در یک درگیری کشته شد.  داگالایفوس که با گارد عقب بود  نقش مهمی در انتخاب امپراتور بعدی داشت. شورای افسران نظامی (از جمله داگالایفوس) سرانجام بر سر نام جدید داخلی ، ژوویان برای جانشینی جولیان به توافق رسیدند. یوویان یک مسیحی بود که پدرش وارونیانوس خودش یک بار به عنوان کشور داخلی خدمت می کرد. 
به عنوان امپراتور، ژوویان به سرعت به خصومت‌های ایرانیان با شرایطی پایان داد که برای روم مفید نبود. او داگالایفوس فرمانده سواره نظام را منصوب کرد، جایی که داگالایفوس احتمالاً جانشین لوسیلیانوس بازگردانده شده در آن زمان شد. پس از مرگ یوویان پس از تنها چند ماه حکومت، داگالایفوس دوباره در انتخاب والنتینیان به عنوان امپراتور بعدی روم تأثیرگذار بود. اگرچه او با تصمیم والنتینیان برای ارتقای برادرش، والنس ، به عنوان امپراتوری مخالف بود، [   داگالایفوس ابقا شد و احتمالاً به خدمت در زمان والنتینیان در امپراتوری غرب ادامه داد. 
در زمستان اواخر سال ۳۶۵، والنتینیان متوجه شد که آلامان‌ها از رود راین عبور کرده و ارتش او را در شرق گال در اطراف موگونتیاکوم ( ماینتس امروزی ) شکست داده‌اند.  این آغاز جنگ طولانی آلامانی بود که بر سلطنت والنتینیان مسلط شد. امپراتور در ابتدا داگالایفوس را برای شکست دادن مهاجمان اعزام کرد. اما زمانی که او رسید، متوجه شد که نیروهای آلامانی آنقدر پراکنده هستند که نمی‌توان آن‌ها را تعقیب کرد. سپس او فراخوانده شد و با، ژووینوس جایگزین شد. داگالایفوس به‌عنوان پاداش برای حمایتش در ارتقای والنتینیان به بنفش امپراتوری در سال ۳۶۴، توسط او به کنسولگری در سال ۳۶۶ منصوب شد.  او در کنار پسر هفت ساله امپراتور، گراتیان، به عنوان کنسول خدمت کرد. داگالایفوس دیگر در اسناد تاریخی موجود دیده نمی شود.